# Syvävuopajasaari
Syvävuopajasaari är en ö i Finland. Den ligger i vattendraget Ivalojoki och i kommunen Enare  i den ekonomiska regionen Norra Lappland och landskapet Lappland, i den norra delen av landet, 1 000 km norr om huvudstaden Helsingfors. Öns area är 27,3 hektar och dess största längd är 1,2 kilometer i nord-sydlig riktning.